# District de Sipahijala
Le district de Sipahijala est un district de l'État du Tripura, en Inde.

## Géographie
Son chef-lieu est la ville de Bishramganj. 

La carte de districts